# Giraumont (Meurthe-et-Moselle)
Giraumont is een gemeente in het Franse departement Meurthe-et-Moselle (regio Grand Est). De gemeente telde 1.370 inwoners op 1 januari 2022.
De gemeente maakt deel uit van het arrondissement Briey en sinds 22 maart 2015 van het op die dag opgerichte kanton Jarny. Daarvoor hoorde het bij het kanton Conflans-en-Jarnisy, dat toen opgeheven werd.

## Geografie
De oppervlakte van Giraumont bedroeg op 1 januari 2022 7,63 vierkante kilometer; de bevolkingsdichtheid was toen 179,6 inwoners per km². De gemeente ligt aan de Orne.

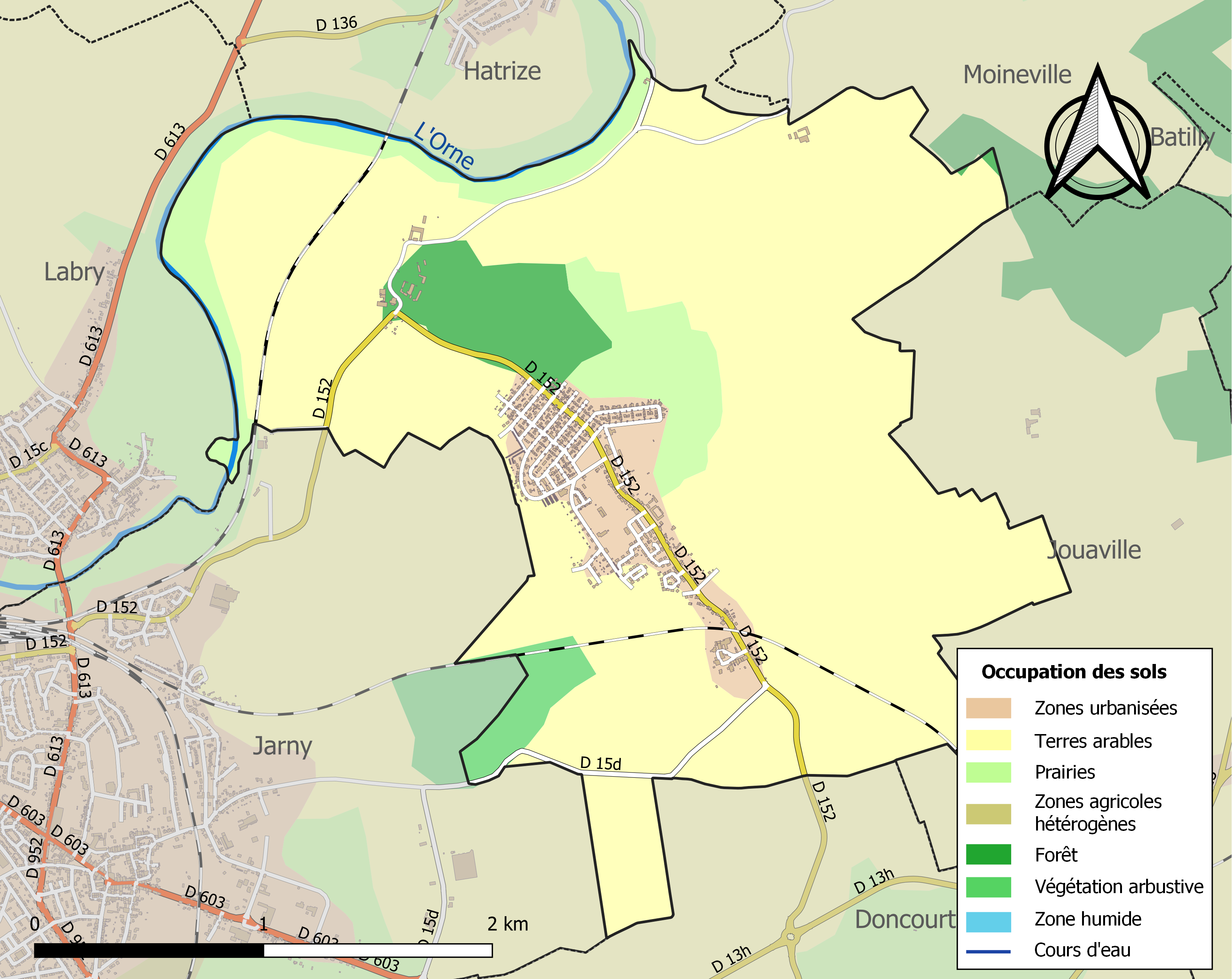
Kaart van de gemeente met de belangrijkste infrastructuur, bodemgebruik en omliggende gemeenten

## Demografie
De figuur toont het verloop van het inwonertal (bron: INSEE-tellingen).